# Commissaire européen au Budget, à la Lutte anti-fraude et à l'Administration publique
Le commissaire au Budget, à la Lutte anti-fraude et à l'Administration publique est un membre de la Commission européenne, actuellement Piotr Serafin.

## Histoire

### Création et variations du poste
Le poste de commissaire chargé du Budget est une fonction née sous la commission de Jean Rey (1967-1970), le 6 juillet 1967, sous le nom de commissaire au Budget, au Crédit, aux Investissements, à la Presse et à l’Information. Il s’agit de la première commission ayant suivi la mise en vigueur du traité instituant un conseil unique et une commission unique des Communautés européennes, le 1er juillet 1967.
Le commissaire est maintenu sous les commissions successives essentiellement avec la dénomination de « Budget », à l’exception de la commission de François-Xavier Ortoli (1973-1977), où il est commissaire aux Affaires économiques et financières, au Crédit et aux Investissements.
Depuis sa création, le poste occupe une position régalienne au sein de la Commission. Il est d’ailleurs à plusieurs reprises couplé avec la position de vice-président. À partir de 2017, le commissaire occupe le dixième rang protocolaire au sein de la commission de Jean-Claude Juncker (depuis 2014).

### Évolution de l’intitulé de la fonction
| Intitulé                                                                                     | Période     | Commissaire                                          |
| -------------------------------------------------------------------------------------------- | ----------- | ---------------------------------------------------- |
| Commissaire au Budget, au Crédit, aux Investissements, à la Presse et à l’Information        | 1967-1970   | Albert Coppé                                         |
| Commissaire aux Affaires sociales, aux Transports et au Budget                               | 1970-1973   | Albert Coppé                                         |
| Commissaire aux Affaires économiques et financières, au Crédit et aux Investissements        | 1973-1977   | Wilhelm Haferkamp (vice-présidence : 1973-1977)      |
| Commissaire au Budget, au Contrôle financier et aux Institutions financières                 | 1977-1981   | Christopher Tugendhat (vice-présidence : 1981-1985)  |
| Commissaire au Budget, au Contrôle financier, aux Institutions financières et à la Fiscalité | 1981-1985   | Christopher Tugendhat (vice-présidence : 1981-1985)  |
| Commissaire au Budget, au Contrôle financier, au Personnel et à l’Administration             | 1985-1989   | Henning Christophersen (vice-présidence : 1985-1989) |
| Commissaire au Budget et au Contrôle financier                                               | 1989-1993   | Peter Schmidhuber                                    |
| Commissaire au Budget, au Contrôle financier et au Fonds de cohésion                         | 1993-1995   | Peter Schmidhuber                                    |
| Commissaire au Budget, au Personnel et à l’Administration                                    | 1995-1999   | Erkki Liikanen                                       |
| Commissaire au Budget, au Contrôle financier et à la Lutte anti-fraude                       | 1999-2004   | Michaele Schreyer                                    |
| Commissaire au Budget, au Contrôle financier et à la Lutte anti-fraude                       | 1999-2004   | Márkos Kyprianoú                                     |
| Commissaire à la Programmation financière et au Budget                                       | 2004-2010   | Dalia Grybauskaitė                                   |
| Commissaire à la Programmation financière et au Budget                                       | 2004-2010   | Algirdas Šemeta                                      |
| Commissaire au Budget et aux Programmes financiers                                           | 2010-2014   | Janusz Lewandowski                                   |
| Commissaire au Budget et aux Programmes financiers                                           | 2010-2014   | Jacek Dominik                                        |
| Commissaire au Budget et aux Ressources humaines                                             | 2014-2019   | Kristalina Gueorguieva (vice-présidence : 2014-2016) |
| Commissaire au Budget et aux Ressources humaines                                             | 2014-2019   | Günther Oettinger                                    |
| Commissaire au Budget et à l’Administration                                                  | 2019-2024   | Johannes Hahn                                        |
| Commissaire au Budget, à la Lutte anti-fraude et à l'Administration publique                 | Depuis 2024 | Piotr Serafin                                        |

## Fonctions
Le commissaire est principalement chargé du budget de l’Union et des questions financières connexes, à l’exception de la décharge budgétaire, qui relève du commissaire aux Relations interinstitutionnelles et à l’Administration.
Il est à la tête de plusieurs départements :
- la direction générale du Budget (BUDG) ;
- la direction générale de la Traduction (DGT) ;
- la direction générale des Ressources humaines et de la Sécurité (en) (HR) ;
- la direction générale de l’Interprétation (en) (SCIC) ;
- l’Office européen de lutte antifraude (OLAF) ;
- l’Office de gestion et liquidation des droits individuels (en) (PMO) ;
- l’Office infrastructures et logistique (en) de Bruxelles (OIB) ;
- l’Office infrastructures et logistique de Luxembourg (OIL) ;
- l’Office européen de sélection du personnel (EPSO) ;
- l’École européenne d’administration (EUSA).

## Liste des commissaires au Budget
| No | Commissaire            | Pays                           | Période                                                          | Commission                      |
| -- | ---------------------- | ------------------------------ | ---------------------------------------------------------------- | ------------------------------- |
| 1  | Albert Coppé           | Belgique                       | 6 juillet 1967 — 5 janvier 1973 (5 ans, 5 mois et 30 jours)      | Jean Rey                        |
| 1  | Albert Coppé           | Belgique                       | 6 juillet 1967 — 5 janvier 1973 (5 ans, 5 mois et 30 jours)      | Franco Maria Malfatti           |
| 1  | Albert Coppé           | Belgique                       | 6 juillet 1967 — 5 janvier 1973 (5 ans, 5 mois et 30 jours)      | Sicco Mansholt                  |
| 2  | Wilhelm Haferkamp      | Allemagne de l’Ouest           | 6 janvier 1973 — 5 janvier 1977 (3 ans, 11 mois et 30 jours)     | François-Xavier Ortoli          |
| 3  | Christopher Tugendhat  | Royaume-Uni                    | 6 janvier 1977 — 5 janvier 1985 (7 ans, 11 mois et 30 jours)     | Roy Jenkins                     |
| 3  | Christopher Tugendhat  | Royaume-Uni                    | 6 janvier 1977 — 5 janvier 1985 (7 ans, 11 mois et 30 jours)     | Gaston Thorn                    |
| 4  | Henning Christophersen | Danemark                       | 6 janvier 1985 — 5 janvier 1989 (3 ans, 11 mois et 30 jours)     | Jacques Delors (1re)            |
| 5  | Peter Schmidhuber      | Allemagne de l’Ouest Allemagne | 6 janvier 1989 — 22 janvier 1995 (6 ans et 16 jours)             | Jacques Delors (2e et 3e)       |
| 6  | Erkki Liikanen         | Danemark                       | 23 janvier 1995 — 15 septembre 1999 (4 ans, 7 mois et 23 jours)  | Jacques Santer                  |
| 6  | Erkki Liikanen         | Danemark                       | 23 janvier 1995 — 15 septembre 1999 (4 ans, 7 mois et 23 jours)  | Manuel Marín                    |
| 7  | Michaele Schreyer      | Allemagne                      | 16 septembre 1999 — 30 avril 2004 (4 ans, 7 mois et 14 jours)    | Romano Prodi                    |
| 8  | Márkos Kyprianoú       | Chypre                         | 1er mai — 21 novembre 2004 (6 mois et 20 jours)                  | Romano Prodi                    |
| 9  | Dalia Grybauskaitė     | Lituanie                       | 22 novembre 2004 — 30 juin 2009 (4 ans, 7 mois et 8 jours)       | José Manuel Durão Barroso (1re) |
| 10 | Algirdas Šemeta        | Lituanie                       | 1er juillet — 31 octobre 2009 (3 mois et 30 jours)               | José Manuel Durão Barroso (1re) |
| 11 | Janusz Lewandowski,    | Pologne                        | 9 février 2010 — 1er juillet 2014 (4 ans, 4 mois et 22 jours)    | José Manuel Durão Barroso (2e)  |
| 12 | Jacek Dominik          | Pologne                        | 16 juillet — 31 octobre 2014 (3 mois et 17 jours)                | José Manuel Durão Barroso (2e)  |
| 13 | Kristalina Gueorguieva | Lituanie                       | 1er novembre 2014 — 31 décembre 2016 (2 ans, 1 mois et 30 jours) | Jean-Claude Juncker             |
| 14 | Günther Oettinger      | Allemagne                      | 1er janvier 2017 — 30 novembre 2019 (2 ans, 10 mois et 29 jours) | Jean-Claude Juncker             |
| 15 | Johannes Hahn          | Autriche                       | 1er décembre 2019 — 1er décembre 2024 (5 ans)                    | Ursula von der Leyen (1re)      |
| 16 | Piotr Serafin          | Pologne                        | Depuis le 1er décembre 2024 (3 mois et 13 jours)                 | Ursula von der Leyen (2e)       |